# Chake-Chake

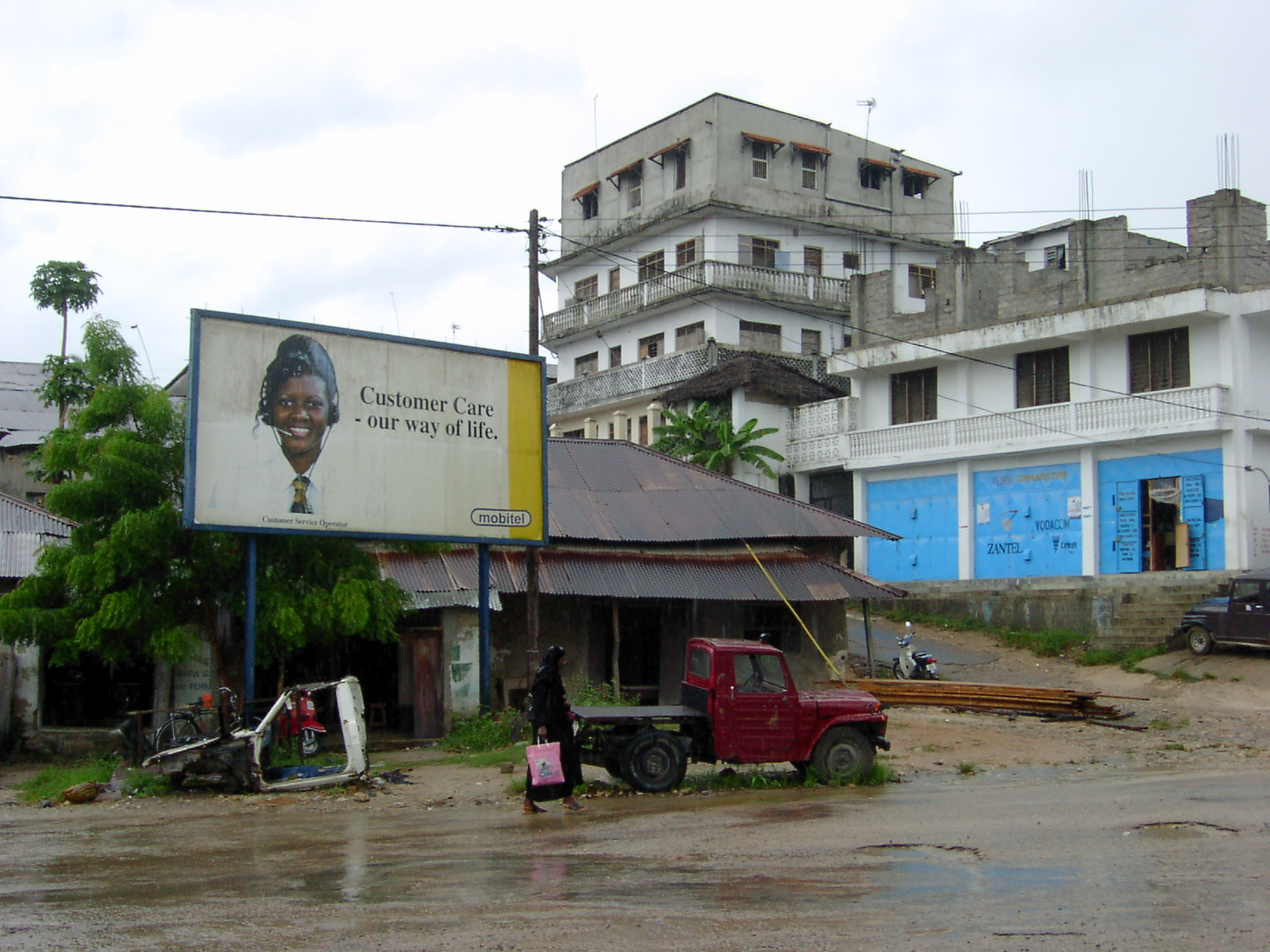
Zentrum von Chake-Chake

Chake-Chake ist das Verwaltungszentrum der zum tansanischen Bundesstaat Sansibar gehörenden Insel Pemba (Teil des Archipels von Sansibar) und Gerichtssitz. Der Ortsteil Tibirinzi (abgeleitet von „deep breeze“) beherbergt das State House (Wohnsitz des Präsidenten von Sansibar bei Aufenthalten auf Pemba).

## Geografie
Bei der Volkszählung 2022 hatte die Stadt 52.047 Einwohner.

### Lage
Chake-Chake liegt an der Westküste von Pemba auf einem Bergrücken mit Blick auf die mit Mangrove bewachsene Chake-Chake-Bucht.

### Klima
Chake-Chake hat tropisches Klima mit wenig Niederschlägen im Winter. Die Jahresdurchschnittstemperatur beträgt 26,3 Grad Celsius bei 1109 Millimeter Regen. Die effektive Klimaklassifikation beschreibt das Klima mit Aw.

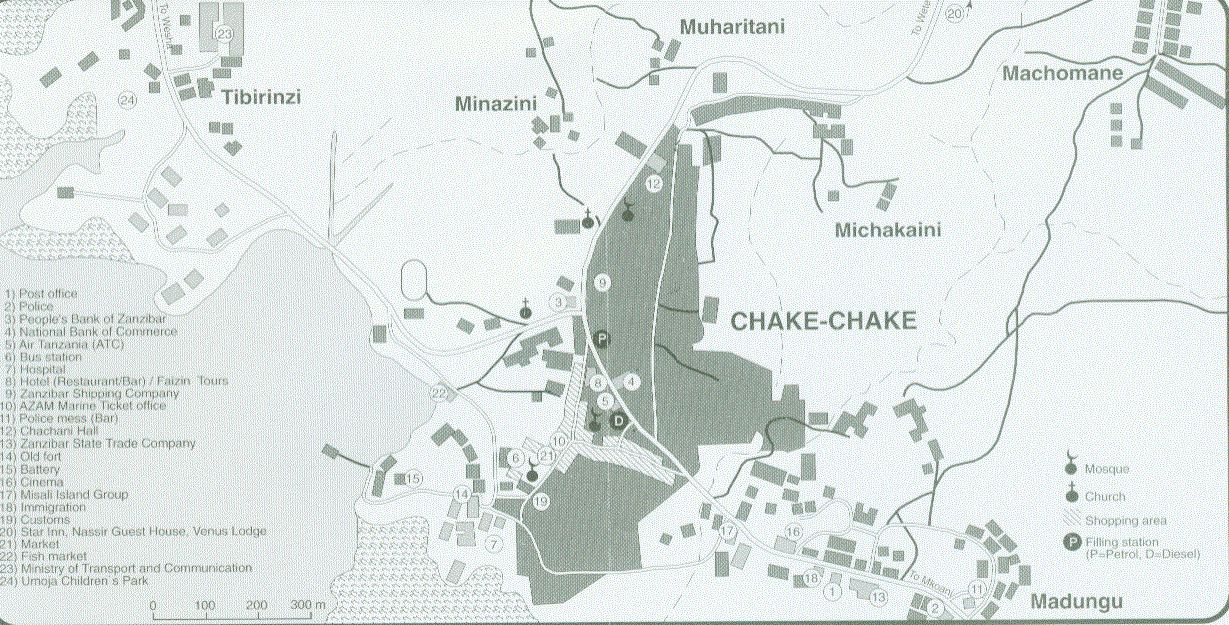
Stadtplan von Chake-Chake (Pemba)

|                        | Jan  | Feb  | Mär  | Apr  | Mai  | Jun  | Jul  | Aug  | Sep  | Okt  | Nov  | Dez  |   |      |
| Mittl. Temperatur (°C) | 27,5 | 27,6 | 27,8 | 26,8 | 26,1 | 25,5 | 24,8 | 24,7 | 25,2 | 25,9 | 26,7 | 27,4 | ⌀ | 26,3 |
| Mittl. Tagesmax. (°C)  | 28,5 | 28,8 | 28,9 | 27,6 | 26,8 | 26,1 | 25,5 | 25,6 | 26,3 | 27   | 27,6 | 28,3 | ⌀ | 27,2 |
| Mittl. Tagesmin. (°C)  | 26,6 | 26,7 | 26,5 | 25,7 | 25,3 | 24,8 | 24,2 | 23,9 | 24,2 | 24,8 | 25,5 | 26,3 | ⌀ | 25,4 |
|                        |      |      |      |      |      |      |      |      |      |      |      |      |   |      |
| Niederschlag (mm)      | 30   | 21   | 102  | 266  | 269  | 76   | 51   | 35   | 31   | 75   | 82   | 71   | Σ | 1109 |

| 26,6 |

| 26,7 |

| 26,5 |

| 25,7 |

| 25,3 |

| 24,8 |

| 24,2 |

| 23,9 |

| 24,2 |

| 24,8 |

| 25,5 |

| 26,3 |

| 26,6 |

| 26,7 |

| 26,5 |

| 25,7 |

| 25,3 |

| 24,8 |

| 24,2 |

| 23,9 |

| 24,2 |

| 24,8 |

| 25,5 |

| 26,3 |

## Geschichte
Die Bevölkerungszahl stieg von 9.640 bei der Zählung 1978 über 13.972 im Jahr 1988 und 19.283 im Jahr 2002 auf 52.047 bei der letzten Volkszählung im Jahr 2022.

## Wirtschaft und Infrastruktur

### Unternehmen
- Pemba Essential Oil Distillery verarbeitet Nelken, Zimt, Eukalyptus, Zitronengras und Basilikum zu ätherischen Ölen.[2]

### Transport
- Straße: Chake-Chake ist Verkehrsknotenpunkt auf der Insel für die Busse in Richtung Norden (Wete, Konde, Micheweni, Vitongoji) und Süden (Mkoani). Der zentrale Stand der Busse (Dalla-dalla) befindet sich in der Stadtmitte hinter dem Markt, Kurzstrecken (nach Gombani, Wesha, Vitongoji, Uwanja wa ndege) starten jedoch auch von der Hauptstraße.
- Flughafen: Der einzige Flughafen der Insel Pemba liegt 7 Kilometer südöstlich der Stadt.[4]

### Energie
Etwa 6 Kilometer westlich von Chake-Chake liegt in Wesha das einzige Kraftwerk Pembas. Seit 2010 wird über ein Unterseekabel Strom vom Festland bezogen.

### Gesundheit
Chake-Chake besitzt ein mit EU-Mitteln um 1990 gebautes Krankenhaus im Zentrum der Stadt. Es wird seit 2007 von der Fondazione Ivo de Carneri Onlus in Italien zusammen mit der World Medical Colors Association (WMC) unterstützt. So wurden speziell Schulungen für Ultraschalluntersuchungen durchgeführt.

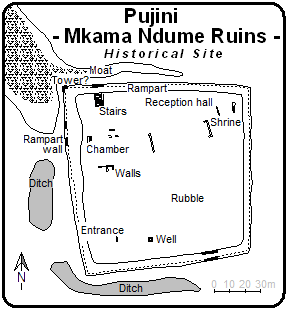
Karte der Mkama-Ndume-Ruinen in Pujini

## Sehenswürdigkeiten
- Museum: Das Museum zeigt die Überreste einer osmanischen Festung des 18. Jahrhunderts, die wahrscheinlich auf einer portugiesischen Festung aus dem 16. Jahrhundert erbaut wurde.[2]
- Gerichtsgebäude: Das Gerichtsgebäude mit dem Uhrturm wurde 1922 errichtet.[2]
- Bei Pujini an der Ostküste, ca. 4 Kilometer südlich des Karume Airports, findet sich eine Ruinenstätte. Die Festung wurde von Mkama Ndume vermutlich im 15. Jahrhundert errichtet.[6]
- Westlich von Chake-Chake, auf der Halbinsel Ras Mkumbuu, liegen die Ruinen einer Moschee und weiterer Bauwerke aus dem 13. und 14. Jahrhundert.[6]